# Егер, Харальд
Харальд Егер (нем. Harald Jäger, родился 27 апреля 1943 года в Баутцене, Германия) — бывший подполковник Штази, работавший на контрольно-пропускном пункте на Борнхольмер-штрассе между Восточным и Западным Берлином. Известен тем, что поздним вечером 9 ноября 1989 года в нарушение приказа открыл проход через КПП, что фактически означало падение Берлинской стены.

## Биография
Харальд Егер родился в 1943 году в семье служащих в Баутцене. Учился на печника. В 18 лет пришёл на службу в пограничные войска Национальной народной армии и, по некоторым сведениям, даже принял участие в строительстве Берлинской стены. Егер считал, решение о строительстве Стены трудным, но необходимым для предотвращения войны между странами НАТО и Организации Варшавского договора. С 1964 года он работал в отделе паспортного контроля КПП на Борнхольмер-штрассе, после получения диплома юридической школы в 1976 году был повышен до подполковника и заместителя начальника отдела паспортного контроля. Был удостоен нескольких ведомственных наград (и небольшого выговора с занесением в личное дело). Как и другие сотрудники паспортного контроля был офицером Штази. Он и его коллеги проверяли документы выезжающих в Западный Берлин с картотекой тех, кому было разрешено пересечение границы. Егер носил табельное оружие, но ни разу не применял его против человека, который пытался бежать на Запад, и не приказывал стрелять по беглецам.
Егер разделял идеологию восточногерманского режима, придерживался социалистических взглядов. Его супруга работала в аппарате СЕПГ. В браке у них родилось три ребёнка: две дочери и сын.

## События 9 ноября 1989 года
Все пограничники, таможенники сотрудники паспортного контроля на КПП подчинялись старшему офицеру Штази, и 9 ноября в отсутствие начальника отдела Вернера Бахмана старшим был Егер. Сразу же после пресс-конференции, на которой Гюнтер Шабовски объявил о новых правилах пересечения границы, Егер позвонил старшему офицеру Центра оперативного командования Штази на Шнеллерштрассе Руди Цигенхорном, но тот ответил, что старые правила остаются в силе. Спустя несколько минут к КПП на Борнхольмер-штрассе начали стягиваться люди. Несмотря на размер и мощные укрепления, этот КПП был расположен неудачно с точки зрения режима: туда было легко добраться по Шёнхаузер-аллее, а по соседству в районе Пренцлауэр-Берг проживало большое число несогласных с политикой СЕПГ.
За несколько часов число собравшихся выросло до нескольких тысяч человек. Люди требовали пропустить их по новым правилам и ссылались на материалы СМИ. Обеспокоенный происходящим Егер 30 раз за вечер звонил Цигенхорну, чтобы получить новые инструкции, но руководство Штази сохраняло статус-кво. Во время одного из разговоров Цигенхорн тайно подключил Егера к конференц-звонку руководства ведомства, во время которого замминистра безопасности Герхард Найбер резко высказался о некомпетентности и трусости Егера. Это вывело последнего из себя: он верно служил Германии, ни разу не ослушался приказу, имел дело с беспрецедентной и потенциально опасной ситуацией, а на следующий день ему предстояло узнать результаты анализа на рак. Эти злость и обида положили начало цепочке событий, которые определили решения Егера в тот вечер.
Когда от руководства Штази передало указание пропустить самых шумных и агрессивно настроенных через границу, и в ходе проверки аннулировать их паспорта, Егер был настроен скептично, но выполнил приказ. Подразумевалось, что без активистов толпа рассосётся, но результат оказался противоположным. Толпа с восточной стороны загудела, полагая, что пропускают самых активных. Вскоре возмущённо требовать прохода начали те, кто после прогулки по Западному Берлину не мог вернуться домой к семьям. Уставший от бесползеных приказов, вынужденный сам решать все проблемы, оскорблённый и доведённый до предела Егер больше всего опасался эскалации ситуации. Несмотря на указание воздержаться от применения оружия, пограничники могли открыть огонь в случае опасности. Наблюдая за десятками тысяч человек, заполнивших улицы к востоку от КПП, Егер принял судьбоносное решение: он сообщил Цигенхорну, что собирается нарушить приказ, и дал своим подчинённым указание открыть ворота КПП. Берлинская стена пала.
Примеру Егера последовали руководители других КПП, кто-то самостоятельно, а кто-то после того, как Штази отпустили ситуацию, не имея возможности дальше сдерживать людей. Позже Егер вновь поговорил с Цигенхорном, и тот похвалил его за принятое решение. Впоследствии Егер неоднократного говорил, что гордится этим поступком, хотя не считает, что в падении Берлинской стены есть его заслуга.

## В объединённой Германии
Анализы Егера на рак дали отрицательный результат. После объединения Германии Министерство госбезопасности было расформировано, и он был отправлен в отставку. Несмотря на роль, которую он сыграл в событиях 9 ноября 1989 года, как бывший офицер Штази он не мог найти постоянную работу. Егер подрабатывал сторожем и таксистом, а в 1997 году он смог открыть газетный киоск в Берлине. После выхода на пенсию он поселился в небольшом доме с садом в пригороде Берлина и получал скромное пособие. Несмотря на несколько предложений удостоить его ордена «За заслуги перед Федеративной Республикой Германия», инициатива не получила одобрения. Время от времени Егер рассказывал журналистам и историкам о событиях того вечера, а впоследствии написал автобиографическую книгу The Man Who Opened the Berlin Wall.